# Cramond (Édimbourg)
Pour les articles homonymes, voir Cramond.
Cramond est un village écossais situé sur la rive orientale de la rivière Almond, à l'endroit où cette dernière rejoint le Firth of Forth, formant ainsi un port naturel. Cramond est aujourd'hui un faubourg d'Édimbourg. Des fouilles archéologiques ont permis d'y  mettre au jour des vestiges romains mais surtout ce qui est à ce jour la plus ancienne implantation humaine en Écosse.

## Au Mésolithique
Les fouilles menées à l'origine pour dégager le site romain ont permis de mettre au jour des coquilles de noix noircies par le feu, que l'analyse au carbone 14 a permis de dater du IXe millénaire av. J.-C., témoignant d'un peuplement beaucoup plus ancien que les autres sites écossais connus. La présence de fosses et de pièges à épieu suggère que ses occupants étaient des chasseurs cueilleurs. Ont également été retrouvés des outils microlithiques plus anciens que ceux connus en Angleterre.

## Le Cramond moderne

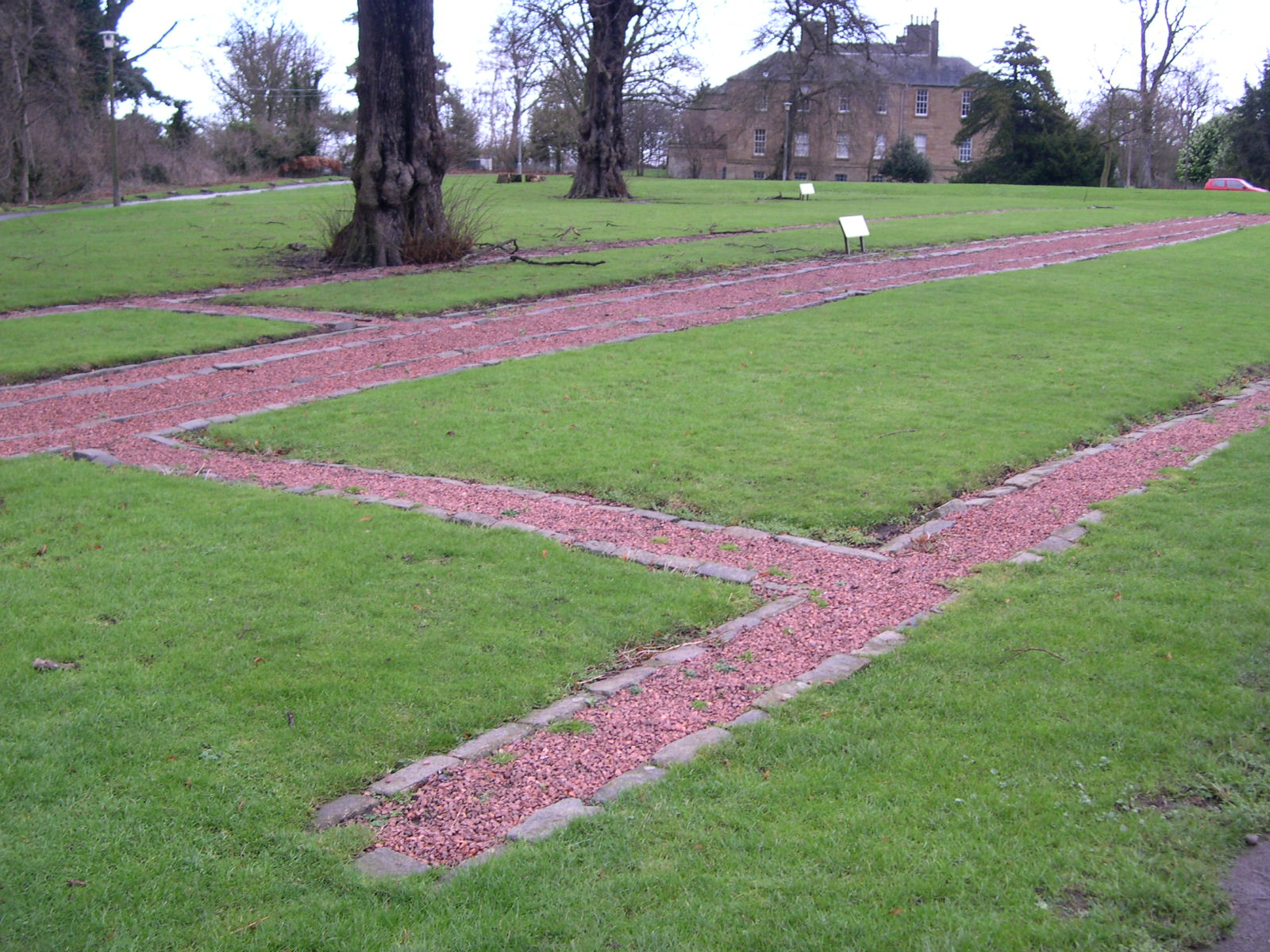
Emplacement de l'ancien fort romain

Les maisons anciennes situées le long du quai sont typiques de l'architecture vernaculaire du sud-est de l'Écosse : pierre enduite de chaux selon la technique du harl (comparable au crépi projeté), entourage des portes et fenêtres en pierre, pignons crénelés, tuiles orange-rouge importées des Pays-Bas. Plus loin sur l'Almond se trouve un moulin à eau en ruines, à proximité d'un yacht-club et d'un mouillage pour bateaux de plaisance. À l'Est, plage de sable et promenade en front de mer sont le point de départ populaire de balades vers Silverknowes et Granton. Sur l'autre rive de l'Almond, accessible par bac, le bois de Dalveny mène jusqu'au Firth of Forth.
L'île de Cramond, fortifiée pendant la Seconde Guerre mondiale, est reliée à la terre par une chaîne de pyramides en béton formant un barrage défensif contre les sous-marins. Si la marée est favorable, il est possible de gagner l'île à pied.